# Caulopsis obtusa
Caulopsis obtusa är en insektsart som beskrevs av Piza Jr. 1984. Caulopsis obtusa ingår i släktet Caulopsis och familjen vårtbitare. Inga underarter finns listade i Catalogue of Life.